# Страхов, Николай Иванович (сатирик)
Николай Иванович Страхов (1768 — после 1843) — русский писатель

-сатирик

, переводчик и этнограф.

## Биография
Об его детстве информации практически не сохранилось, да и прочие биографические сведения о нём очень скудны и отрывочны; известно лишь, что Николай Страхов родился в 1768 году в городе Москве, а воспитание получил, по-видимому, в доме отца — небогатого дворянина; также известно, что с 1781 г. по 1782 год Страхов учился в Университетской гимназии, входившей в состав Императорского Московского университета.
Как писатель и мыслитель, Страхов принадлежал к гуманистам, во главе которых, по мнению А. Е. Зарина, «должен быть поставлен Н. И. Новиков». Вместе с тем Страхов является одним из первых русских литераторов в европейском смысле слова. Занятия литературой для него были не чем-то побочным, не дилетантством, не придатком к какой-либо иной деятельности, а единственной профессией, единственной целью. Он не занимал никакой службы, явление для своего времени исключительное. Человек образованный, знавший несколько иностранных языков, он внимательно следил как за русской, так и за иностранной литературой и на литературной поприще дебютировал двумя переводами: — «Вексфильского священника» Оливера Гольдсмита (М., 1786) и «Арсас и Исмения» Шарля де Монтескьё (М., 1787).
Красной нитью через все его последующие произведения проходит обличение общественных пороков и недостатков, сатирический взгляд на общество и негодование на безнравственность современников. В 1791 году появилась его «Переписка моды, содержащая письма безруких мод, размышления неодушевленных нарядов, разговоры бессловесных чепцов, чувствования мебелей, карет, записных книжек и пр. Нравственное и критическое сочинение, в коем с истинной стороны открыты нравы, образ жизни и разные смешные и важные сцены модного века» и в 1795 году — «Карманная книжка для приезжающих на зиму в Москву старичков а старушек, невест и женихов, молодых и устарелых девушек, щеголей, вертопрахов, волокит, игроков…». Уже в этих произведениях Н. Страхов едко смеялся над внешним лоском, перенятым у «господ французов», расточительной тратой денег, идущих на удовлетворение нелепых прихотей, бичевал «тупоумие, праздность и скуку» господ, весь жизненный интерес которых сосредоточивался на «науке о волосоподвивании», раскрывал их цинизм и безнравственность, с сарказмом и язвительностью обрушивался на дошедшее до крайних пределов пристрастие к моде (его фраза, ставшая крылатой: «ныне одни портные выкраивают и сшивают достойных и именитых людей»), на роскошь, разврат, карточные игры, исковерканность русского языка на французский манер, наконец, беспощадно относился к продажности и подкупности чиновников вообще и судей в частности. В одном из этих произведений он, первый в России, поднял вопрос о литературном воровстве, плагиате, в широких размерах практиковавшемся в то время некоторыми российскими писателями из иностранных источников. По цензурным условиям сатирические выпады Страхова были облечены в более или менее иносказательную форму, но иногда у него прорываются отдельные блестки, решительно ничем не прикрытые и попадающие прямо в цель. Полная остроумия сатира принесла Страхову известную репутацию среди просвещенных слоев общества, газеты отнеслись к нему с пиететом, и все это создало благоприятную почву для успеха его журнала «Сатирический вестник», который он начал издавать в 1790 году.
Журнал выходил в неопределенные сроки, под цензурой сначала «красноречия профессора» А. А. Барсова, затем — «логики и метафизики профессора» A. M. Брянцева и просуществовал до 1792 года, когда вышла его IX и последняя часть. Он имел настолько значительный успех, что разошелся до последнего экземпляра, и скоро понадобилось второе издание, которое и вышло в 1795 году, — обстоятельство для того времени исключительное.
Виднейшее место в своем журнале Н. И. Страхов отводил отрицательным сторонам воспитания в тогдашних высших и средних общественных кругах. «Воспитание детей своих начинают здесь не с головы, а с ног», говорит «Сатирический вестник», разумея под этим главнейшее стремление родителей научить своих детей прежде всего танцам и привить им внешний лоск; следствием этого, по мнению Страхова, было с одной стороны то, что мужское молодое поколение, «не зная счета деньгам», превращается в щеголей и, немного лишь оперившись, «настраивает богатые кареты, нашивает множество кафтанов, навешивает на себя гирлянды цепочек, головы преображает в ранжереи, волосы и пукли в висящие вавилонские сады и всю свою силу и цель жизни полагает в изучении науки страсти нежной». С другой стороны, подобное же воспитание девушек вело к тому, что все их стремления сводились исключительно к заполучению «богатого и породистого жениха», и родители начинали для этой дели вывозить «сей товар (дочерей) зимою по большим городским ярмонкам». Эти щеголи и щеголихи «уверяют, что Сибирь есть город Костромского наместничества, а Камчатка — большое село в Кашинском уезде»… Теперь объект сатиры Страхова кажется общеизвестным, и даже избитым, но, сохраняя историческую перспективу, необходимо признать, что для своего времени такие сатирические выходки были свежи, новы, попадали в цель и имели значение.
Вторым объектом сатиры Страхова служила принявшая эпидемические размеры игра в карты, дошедшая до того, что «неупражняющиеся в ней почитаются дураками или худо воспитанными людьми, и в обществе появляется новый тип — благовоспитанного шулера, которого ругают везде, но везде и принимают». С особой силой опускает Страхов бич негодования на мотовство, ставшее настолько «законным и общепринятым», что «многие люди тем и знамениты, что имеют многие тысячи долгу», и внешним образом выражавшееся между прочим в том, что «на 5000 дворян число парикмахеров, поваров, камердинеров, слуг и служанок простирается здесь (в Москве) более, нежели до 100000 человек».
Резко бичует «Сатирический Вестник» также подкуп и взяточничество, особенно новый вид его, созданный введением рекрутского набора; иллюстрацией этому может служить следующая краткая выдержка из VІ выпуска журнала: «У некоего Обдиралова из вершков, недостающих к росту рекрутов, вышло полного росту сто крестьян». Более всего, конечно, достается привилегированному сословию, дворянству, служилому и поместному. Необразованность, грубость, отсутствие всяких интересов, кроме похоти, прикрытая внешним лоском и блеском полуазиатская дикость, суеверие, утрированное крепостничество и жестокость к крестьянам почти всех слоев этого сословия составляют один из главнейших объектов беспощадной сатиры Н. И. Страхова.
Но самая важная историческая заслуга Страхова состоит в том, что в главнейшем вопросе времени, в вопросе о крепостном праве, он занял позицию, резко отличавшуюся от господствовавшего образа мыслей. Убежденный противник всякого рабства, в том числе и крепостного, он в этом смысле с полным правом может быть поставлен наряду со своим знаменитым, пострадавшим за подобные убеждения предшественником, — Новиковым. Основной взгляд Страхова на крепостное право сводился к тому, что наличность этого института унижает человеческую личность и ее достоинство и разоряет сотни и тысячи людей по прихоти одного какого-нибудь самодура-«галантома». Несмотря на все цензурные ограничения и стеснения, он в своем журнале все-таки отдельными, проскальзывавшими от бдительности традиционного красного карандаша местами давал резкую критику этой исторической ненормальности. В отделе публикаций в «Сатирическом вестнике» он поместил однажды такое известие: «Для продания мужиков в рекруты и разорения оных отбыл в деревню г. Моторыгин», а в другом месте говорит, что дворяне-помещики, собирая вокруг себя толпу прихлебателей, шутов и слуг, содержат и одевают их на счет «глада и наготы несчастных и грабимых ими земледельцев».
Однако есть элемент в воззрениях Николая Ивановича Страхова на крепостное право, который с одной стороны отличает его от Новикова, с другой же ставит его для своего времени одиноким, а в историческом смысле — первым мыслителем, поднявшим свой голос против крепостного права совершенно с иной точки зрения. В то время как Новиков по поводу разительных явлений крепостничества выражал свою «гражданскую скорбь», более чуткой человеческой душой, Страхов вместе с тем первый выдвинул, первый формулировал и первый подчеркнул экономическую сторону вопроса, громаднейший ущерб для государственного и национального богатства при существовании крепостного права, пользуясь которым господствовавшее сословие целую армию рабочих рук отнимало от производительного труда, заставляя нести дворовую службу, труд же от остальной массы населения эксплуатировало для удовлетворения своих нужд на барщине и тем самым лишало крестьян всякой возможности расширять и улучшать их хозяйство. Иллюстрировать эту сторону воззрений Страхова можно хотя бы следующей выдержкой, касающейся обращения значительной части крестьян в слуг, дворовых и шутов: «От сего самого государства и целые гражданские общества лишаются таких людей, коих ремесло состоит в обрабатывании той земли, произведения которой питают их, поддерживают их деятельность, способствуют их изобилию, спокойствию, порядку, тишине и целому благосостоянию».
Журнал Н. И. Страхова касался не только внешних проявлений общественной жизни. Немало внимания он посвящал некоторым сторонам искусства, в том числе театру, и в области театральной критики высказал несколько чрезвычайно здравых соображений, только через пятьдесят лет повторенных, уже при других условиях, более веским голосом В. Г. Белинского. Страхову также принадлежит и первый протест против различных условностей и против той «болезни», которая спустя 30 лет была зафиксирована А. С. Грибоедовым в стихах о «княгине Марье Алексеевне».
После закрытия журнала Страхов занимался литературой горазде менее интенсивно. Он написал ещё следующие произведения: «Мои Санкт-Петербургские сумерки» (СПб. , 1810), «Рассматриватель жизни и нравов» (СПб., 1811) и стоящее особняком среди остальных его сочинений, труд по этнографии: «Нынешнее состояние калмыцкого народа с присовокуплением калмыцких законов» (СПб., 1810).
Несмотря на то, что талант H. И. Новикова и его произведения должны были оставить всякого последователя в тени, Страхов тем не менее и при такой величине сумел сохранить и свою оригинальность, и свое значение, — как гуманист и сатирик он должен быть поставлен рядом со своим знаменитым предшественником.
В 1796 году он поступает на работу в Петербурге в финансовое ведомство, а в 1798 году мануфактур-коллегия на основании его текста о производстве шёлка назначает его директором шёлковой мануфактуры на реке Ахтуба в районе Царицына. Впоследствии был определён приставом над калмыками и потерял пост со скандалом и уголовным делом о даче взяток и притеснениях. Далее он поступил в ведомство, занимавшееся внешней торговлей, откуда через некоторое время по личной просьбе был уволен.
В 1845 году ему перестали платить пенсию, полагающуюся ему как кавалеру ордена Святой Анны, так как в течение двух лет никто за ней не обращался.